# Gition
Gition, Gitio o Giteo (en griego: Γύθειο o Γύθειον, en latín: Gythium), es una ciudad y antiguo municipio de Laconia, en la periferia de Peloponeso (Grecia). Desde 2011, a causa de la reforma del gobierno local, forma parte del municipio de Anatoliki Mani, del cual es una unidad municipal. En la actualidad es la ciudad más extensa e importante de la península de Mani.
La ciudad moderna está en la parte noreste de la península de Mani, en el extremo noroccidental del golfo de Laconia. 

## Historia
Fue una antigua ciudad aquea de Laconia, ribereña del golfo de Laconia, al norte del cabo Ténaro, al sudoeste de la desembocadura del río Eurotas, a 43 km al sur de Esparta, de la que era su base naval y arsenal. Estaba en la ribera de un pequeño río llamado Gitio, en una llanura fértil. El geógrafo griego Pausanias la situaba en el territorio de los eleuterolácones, construida junto al mar a 5,5 km (30 estadios) de Egias  y distaba la misma distancia de Trinaso. Los hallazgos epigráficos y arqueológicos atestiguan que las ruinas de Gition, la mayoría de época romana, están en las cercanías de la moderna ciudad homónima (la otrora Marathonisi). Era famosa por sus quesos que se mencionan en los diálogos de Luciano de Samosata.
Fue la principal ciudad marítima de Laconia y fue considerada el puerto de Esparta: los barcos de guerra espartanos normalmente atracaban en el puerto de Gition. Durante la primera guerra del Peloponeso fue atacada por los atenienses varias veces; en el 455 a. C. el general ateniense Tólmides al frente de 4000 hoplitas y 50 trirremes, tomó la ciudad, incendió el arsenal y saqueó el territorio de Gition. En 407 a. C durante la guerra del Peloponeso, Alcibíades desembarcó allí para recoger información sobre los treinta trirremes que los espartanos estaban construyendo.
Durante el periodo de hegemonía tebana, Epaminondas, después de la batalla de Leuctra, avanzó hacia el sur hasta Gition (370 a. C.) pero, pese a que la asedió durante tres días, no la pudo ocupar, ya que por la misma época había sido fortificada. Aunque estaba bien fortificada el tirano Nabis de Esparta reforzó las murallas. Los descubrimientos arqueológicos remontan la fortificación a la Época Arcaica. Del puerto de Gition zarpó el rey espartano Cleómenes III rumbo a Alejandría, después de ser derrotado por los ejércitos de Antígono III de Macedonia en la Batalla de Selasia (222 a. C.).
Fue conquistada por los romanos en el año 195 a. C. Hacia el 21 a. C., César Augusto la incluyó dentro de la confederación de ciudades libres de Laconia (Eleutero-Laconia). Durante la dominación romana fue una ciudad de cierta importancia. Fue un puerto importante hasta su destrucción en el siglo IV por una catástrofe natural, posiblemente un terremoto.

## Descripción de Pausanias
Pausanias la visitó y en el ágora vio unas estatuas de Apolo y de Heracles, supuestos fundadores de la ciudad, y cerca de ellas una estatua de Dioniso, y al otro lado del ágora una estatua de Apolo Carneo, un santuario de Amón, una estatua de bronce de Asclepio, una fuente sagrada dedicada a este dios, un santuario de Deméter, y una estatua de Poseidón Geáoco. Actualmente, la fuente parece ser la que estaba entonces entre la costa y la acrópolis e indicaría el lugar en que estaba el ágora. En la acrópolis había un templo de Atenea; las puertas de Cástor son mencionadas por Pausanias  y se cree que llevaban de la ciudad baja a la ciudadela. Enfrente de la ciudad estaba la isla de Cránae donde supuestamente Paris llevó a Helena desde Esparta cuando la raptó.
Al sur de la ciudad estaba la comarca llamada Migonio (latín Migonium) que derivaba su nombre de la unión de Paris y Helena a la isla de Cránae, donde estaba el templo de Afrodita Migonítide y un bosque consagrado a Dioniso, llamado Larisio (Larysion o Larysium) donde cada año se celebraba un festival en primavera en honor de este dios. Cerca de la ciudad, Pausanias menciona también una piedra llamada Zeus el mitigador, en la que Orestes fue curado de su locura.

## Ruinas de la antigua ciudad

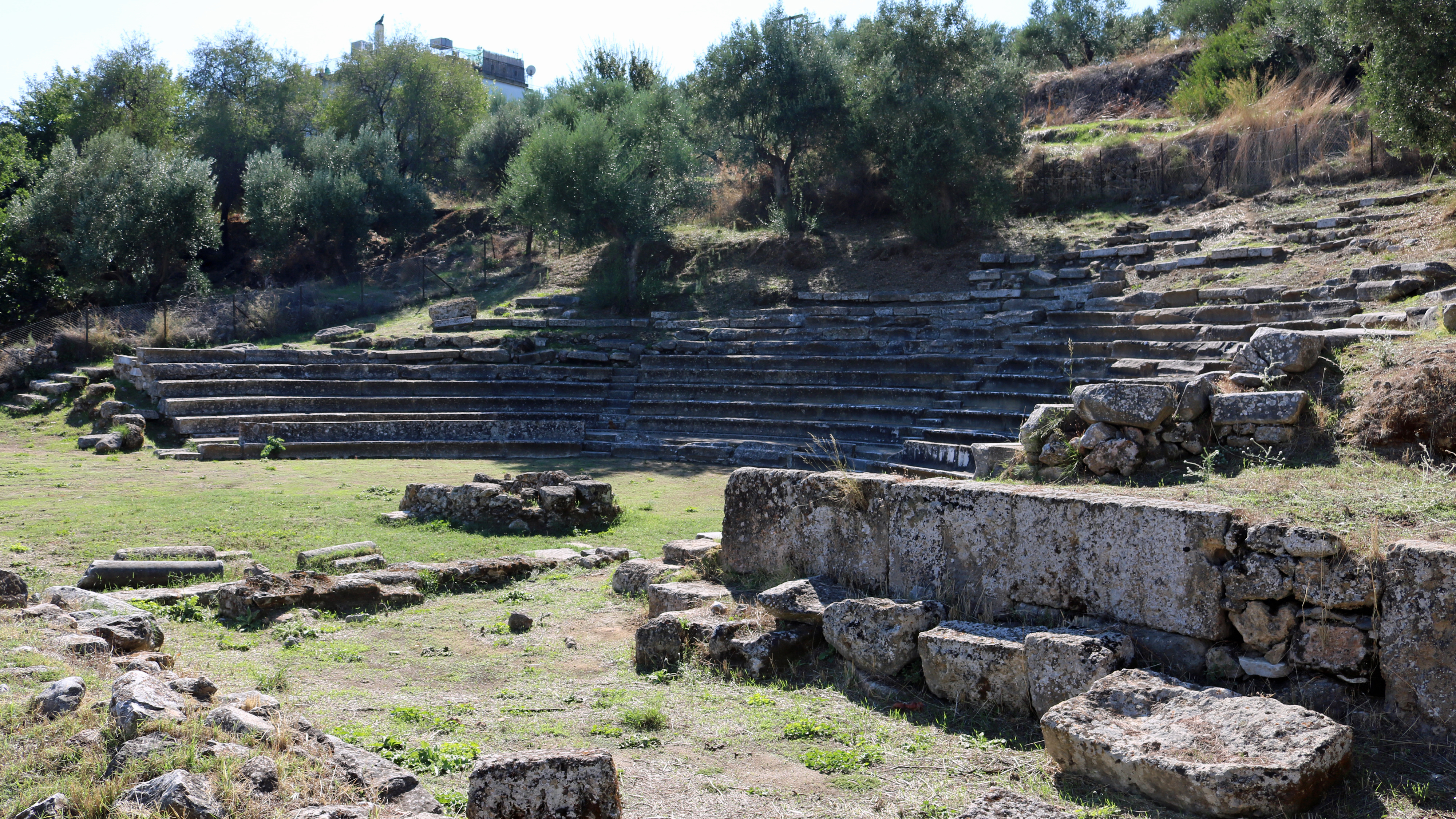
Teatro romano de Gitio.

En Migonio se halla actualmente Marathonisi, construida al comienzo del siglo XIX, que es la capital del distrito de Mani. La antigua montaña Larisio se llama Kúmaro, y las ruinas de Gition corresponden a Paleópolis, situada un poco al norte de Marathonisi.
Su puerto, como ya lo mencionó en su momento Estrabón, era artificial. Las ruinas de la ciudad consisten en unos baños, parte de un teatro de mármol blanco, la acrópolis, y algún fragmento de muralla, además de restos de unos 30 edificios de época romana que tenían función de sepulcros.